# Camponotus cheesmanae
Camponotus cheesmanae är en myrart som beskrevs av Horace Donisthorpe 1932. Camponotus cheesmanae ingår i släktet hästmyror, och familjen myror. Inga underarter finns listade.